# Desa Bomo (administrativ by i Indonesien, lat -8,17, long 110,98)
Desa Bomo är en administrativ by i Indonesien.   Den ligger i provinsen Jawa Timur, i den västra delen av landet, 500 km öster om huvudstaden Jakarta.